# 鎮線隧道
鎮線隧道（英語：Townline Tunnel）是加拿大安大略省尼亞加拉區威蘭市内一條隧道，穿過威蘭運河底部連接威蘭市的兩岸，因其走線與過去威蘭鎮和科爾伯恩港鎮之間的界線相近而得名。隧道全長約330（1,080英尺），離威蘭運河水平面約9.1（30英尺），分為行車和鐵路兩條管道：前者共有兩條行車線，來回方向各單線行車；後者則載有加拿大太平洋鐵路的兩條路軌。
政府於1966年5月批准在威蘭市外圍為威蘭運河興建一條新水道，以取代長14.6（9.1英里），途經威蘭市中心的原有運河路段。鎮線隧道連同其下游的緬街隧道於1960年代末與運河新水道項目同步施工，大為減低工程的難度和建造成本。在聖羅倫斯海道管理局原來的計劃中，鎮線隧道只供鐵路行駛，但在威蘭市議會爭取和當地的國會下議院和省議會議員協助下，當局同意增設兩條行車線。鎮線隧道耗資約3200萬元興建，當中行車管道佔1100萬元。行車管道率先於1972年7月13日正式通車，而鐵路管道則於1973年1月31日啓用。鐵路管道本有三條鐵路軌，但中央鐵路軌於1990年代移除。
1985年2月尾，威蘭一帶的氣溫回暖，導致大批積雪融化並淹浸鎮線隧道；隧道的行車和鐵路管道皆需封閉數天以進行清理。到了2010年3月尾，聖羅倫斯海道管理公司人員在隧道進行例行檢查時，發現隧道連接路下的水管出現銹蝕，其上的道路有可能出現大型路坑，因此封閉隧道及其連接路以進行修補；隧道於同年4月22日重開。
隧道的行車管道載有安大略58A省道。該公路又稱鎮線隧道路（Townline Tunnel Road），在東西兩端分別與安大略140號和58號省道接駁，兩者皆向南通往科爾伯恩港。鎮線隧道路在140號省道以東則編為尼亞加拉區525號區道，並於84號區道以東駁上25號區道，約莫與尼亞加拉瀑布城的南界平行向東通往尼亞加拉河畔。